# 未確認少年ゲドー
『未確認少年ゲドー』（みかくにんしょうねんゲドー）は、岡野剛による日本の少年漫画。『週刊少年ジャンプ』（集英社）において、2004年15号から2005年12号まで連載された。単行本全5巻。未確認生物（本作オリジナルでヒトを含む実在の生物に擬態しているもの、UMAや妖怪など）たちが繰り広げるSFコメディー。

## 概要
この「未確認少年ゲドー」は、未確認生物の存在こそ完全なフィクションであるが、作者の岡野が自らSFコメディーと位置づけているように、作品上には毎回のように、生物学に関する知識が登場し、その蘊蓄が述べられている。それは生物の共生、擬態、変態などといった生態学の基礎知識から、ゲノム、進化などの専門的、学術的な内容、また外来生物の移入における生態系破壊問題、ペットブームやレジャーハンティングを批判したような話など生物が関わる社会問題にスポットを当てた話も見られる。

### 作品展開
だいたい10話ぐらいを区切りとしてテーマが入れ替わっており、それぞれ「謎」編、「幻」編、「ひみつ」編、「不思議」編となっており、作品タイトルにその言葉が入っている。また、これらのタイトルはかつて刊行された学習漫画のタイトルのパロディーとなっている（学研ひみつシリーズ、小学館ふしぎシリーズ、立風書房ジャガーサイエンスシリーズ《○○のなぞ》など）。
- 「謎」編は舞台である須賀幌町を中心に、未確認生物によって巻き起こされるドタバタ活劇を描いたもので、かなりノリがハイテンションである。展開は読者の予想を裏切るようなものが多く、ギャグテイストがもっとも強い。その中に、生き物虐待に対して警鐘を鳴らした話や無責任なペットブームを批判したような話も見られ、作者が路線を摸索しているようにも見える。
- 「幻」編は外堂祭門の妹、玲奈が登場し、彼女の病を救うためにフェニックスを探求するという冒険ドラマ的な要素を持つ。また、外堂のライバル鬼逐ジョージやコウモリ男の上院、トカゲ人間の影人など新登場キャラも続々登場し、彼らの思惑が交錯するサスペンスドラマ形式となっている。
- 「ひみつ」編は「謎」編を踏襲したオムニバス形式に戻っている。だが、ギャグやテンションは抑えられ、その代わりに「謎」編でも時折見せていたヒューマンドラマ、社会派作品のテイストが非常に強くなっている。
- 「不思議」編は、外堂にとって最大のボスキャラが登場し、彼らとのバトルを演じると共に、今までの伏線を回収しながら、作者が未確認生物の存在意義を通して、読者に対して告げたかったことを述懐する展開となって話が締めくくられる。

## あらすじ
人一倍生き物に好奇心を抱く女子高生結城讃良はある夕立の帰り道、何とも不思議な人と出会う。彼の名は外堂祭門、まるでエジプト壁画のような様相をした顔つきだった。しかも、彼が他の人間と違うのは、何と二人で一人（頭脚人間と首なし人間）だったのである。驚愕の余り彼女は気を失って、意識を取り戻した時には自分の部屋のベッドの上であった。そして、その晩は悪い夢を見たものだと思いこむ。…しかし翌日、彼女は再び外堂に相まみえ、昨日のことは紛れもない事実であったことを思い知らされる。ともあれ、彼は未確認生物専門の医師であり、怪我などに苦しむ未確認生物の治癒をしながら世界中を旅しているのだという。
そんな彼には退化して短くなった胴体の代わりに、発達した特殊な眼力を備えていた。そしてその力でサマードッグに襲われた讃良を無事救出、以後は両親の許可もあり、彼女の家に居候することになる。

## 登場人物
外堂祭門（げどう さいもん）
未確認生物専門の医者で、頭脚人間一族の検索者（シーカー）。あだ名は「ゲドー」。一族をむしばむ致死率100%の病気、「死斑病」の特効薬を作るため、人間界に来た。讃良からはエジプトの壁画の目と言われるが、擬態のため普通の人からは美形に見える（擬態能力をフルに発揮させていないことが原因）。身長は30cm未満、体重はリンゴ10個分くらい。大好物は「冷奴」。時々、樹理亜と合体して、「ミニ外堂」になる。以下に列挙する数々の眼力を使用可能。なお、これらの眼力は全て、手術に必要とする医療器具にヒントを得ている。将来未確認生物専門の病院を創る事を夢に持っている。
望遠眼（ボウエンガン）
望遠鏡のように長い眼球を突き出す。名前の通り、遠くを見られる眼力。暗視機能付き。
麻酔眼（マスイガン）
眼からでる神経や細胞に作用する波動で生物を眠らせる。
治療眼（ヒーリンガン）
眼から出る光線で生物を治療する。別名「必殺癒しビーム」・「元気モリモリ光線!」（特に前者は頻繁に語句を使われる）。鏡で反射させることにより自分の治療も可能。
透視眼（レントガン）
名前の通り、物を透視する。生物・非生物問わず透視可能。
破壊光線眼（レーザーガン）
名前の通り、眼から破壊光線が出る。この時は眼球の大きさが直径20cmになる。医療用レーザーメスからヒントを得ている。
機関銃眼（マシンガンガン）
望遠眼の応用技。眼球を素早く出し入れして、攻撃する。眼球を直接ぶつけるため自分へのダメージも大きい。そのため「使いたくない技」らしい。
渦・救命眼（スパイラル・レスキューガン）
望遠眼の応用技。眼球をねじり合わせて一本の太いロープを作って救護する。
奇跡眼（ミラクルガン）
望遠眼・麻酔眼・治療眼・透視眼・破壊光線眼の5つを全て同時に放ち、光の粒子を自分の分身として病巣を摘出する、ゲドーの真の眼力。対象者には体力が要求されるため、使用できる場面は限られる。頭脚人間は通常一種類の眼力しか使えないが、ゲドーが複数の眼力を使えるのは、もともと1つだった奇跡眼の能力を使いにくさを理由に5つに分割したためである。
反動眼（スプリンガン）
望遠眼の応用技。眼球をバネのようにして飛んで攻撃する。
目玉乱舞（めだまらんぶ）
最終話で使用。眼球を無数に出し入れして攻撃する。機関銃眼に似ている。
外堂賀亜夫安来（げどう があふあんくる）
首と体が一体化している「首なし人間」。あだ名は「ガーくん」。ゲドーと心から信頼し合っている。体は筋骨隆々で、運動神経抜群。5kmの距離を時速120kmで走破できる。「ガー」しか喋れないがゲドーとは意思疎通できる。水泳では、背泳ぎ、バタフライ以外の泳ぎ方は、息継ぎができないため、気絶する。時々、休んで、家でのんびりしていることもある。台詞らしい台詞がなく、またガーくん自身がクローズアップされることがほとんどないため、ゲドーが本体と言われるなど付属品のような扱いである。
肉体言語（ボディ・ランゲージ）
全身の筋肉を膨張させて通常より大きな体になり、相手を脅す。

結城讃良（ゆうき さらら）
三度の飯より生き物が好きという女子高生。ゲドーを下宿させている張本人で、異性には全く関心がないが、徐々に外堂の優しさに触れ、彼に恋心を抱いていく。子供の頃から、生物の擬態を見破る才能を持っており、未確認生物にはそんなに驚く事は無いが、オバケとかユーレイとかは大の苦手。子供の頃からグー（拳骨）で殴る癖があり、ガサツなお転婆だが、誰に対しても思いやれる優しい心の持ち主。家ではパンツ一丁になったり、バスタオル姿で居る事が多いが無頓着。名前の由来は、万葉歌人「鸕野讚良皇女」。よく名前を「有機サラダ」と間違えられる。外堂が将来未確認生物専門の病院を創る事を知ってからは、自分も将来は看護師として外堂と一緒に頑張ろうと決めている。
身長161cm、体重非公開。スリーサイズ：B88 / W60 / H87cm。Dカップ。平面ダコが胸にはりついていた際はバスト90のEカップになる。
沢瀉省吾（おもだか しょうご）
須賀幌小学校に通う明朗活発、感受性旺盛の少年。讃良と同じ未確認生物を見破る特殊能力を持っており、その直感力は讃良以上と取れる。
小鳥遊ことり（たかなし ことり）
省吾のクラスメートでクラスメートから委員長と呼ばれている。外見や姓名とは裏腹にかなり口うるさく押しが強い。また、省吾と違い、理屈が合わないことは生理的に受け入れられない性質で、あまりに常識を逸した外堂らの不思議な能力を目の当たりにし、完全に壊れてしまった。ただし、次の登場では元に戻っていた。
偽田茂時（にせだ もどき）
ヒトモドキ（アンドロミムス）。未確認生物で同じクラスの人間にいじめられていたが、外堂の言葉で目覚めた。語尾に「だす」をつける癖がある。親の仕事の都合で引っ越していったが、終盤では一緒に行動していた。その正体は13種類・計14体の生物が合体した究極の共生体。
柿本人丸（かきもと ひとまる）
人間。讃良の幼馴染みで、讃良を一途に想う少年。外堂のことはいい奴だと思っている。讃良には前歯を三本（乳歯）折られたこともある。
鷹司明子（たかつかさ あきらけいこ）
米国の大学をトップの成績で卒業したエリート教師。生物学の博士号も取得しているといわれ、未確認生物に詳しい。だが、プライドは人一倍高く、名誉欲の塊でもあった。ゲドーはそんな彼女の野心に失望し、助手の受け入れを拒んだが、それが原因で敵に回すことになり、何度も校内で正体を暴かれそうになる。なお、彼女の外堂への誘惑が、讃良が密かに抱いていたゲドーへの想いを認識させることになった。
ミカ・ハナ
讃良のクラスメートで仲良し3人組となっている。また、いつも2人で行動している。讃良の胸をもむ癖がある。
鬼逐城司（きちく じょうじ）
ゲドーと幼稚園より前からの幼馴染でライバルの頭脚人間。検索者（シーカー）に選ばれなかった為、村を恨み、外堂より先にフェニックスを探し出し独占しようとしていた。だが、根は悪くない。以下の眼力を使う。
遺伝子構造解読眼（ゲノムリーティングアイ）
生物の複雑な遺伝子の構造を瞬時に解読できる。
鬼逐安怒竜（きちく あんどりゅう）
城司の相棒の首なし人間。出番はかなり少ない。「情け無用のキチクパンチ」という技を使う。

大角豆あずさ（ささげ あずさ）
鬼逐の助手。須賀幌高校創立以来の天才と呼ばれる。あだ名は「あずき」。鬼逐は彼女の家に下宿しており、彼を鬼逐サマと呼んでいる。父は大会社の社長。
震臼上院（ぶるうす うえいん）
コウモリ人間。ゲドーの友人。武士言葉で話し、表立って行動するときはコートと張りぼてで擬態する。体が不安定なのと、急所をさらけ出しているのに近いため戦闘力は普段は無に等しい。しかし、逆立ちして興奮状態になれば普段体を支える両腕で強力な力を発揮できる。
矢番影人（やばん かげと）
トカゲ人間。代々未確認生物を守ってきた為、未確認生物に慣れている。人間が嫌いで最初はゲドーにも敵対的だったが、自分と母の腫瘍を治療してもらい、その恩に報いて協力するようになる。讃良の事は「デカチチ女」と呼ぶ。ペットに、「ツチノコ」や「ケルベロス」を飼っていた事もあり、「〜ベエ」と名付けることが多い。時々カメレオンのように舌を伸ばして虫を捕らえて食べる事がある。
東雲あかり（しののめ あかり）
音楽部で、チェロを演奏している。動物と話がしたくて、チェロを演奏し始めたなど、かなり夢見がちな所がある。それが仇となって人型仙人掌に殺されかけた。
外堂玲奈（げどう れな）
ゲドーの妹。兄と違い擬態能力をフルに発揮するため外見は美少女だが、気を緩めると元通りに戻ってしまう。以下の眼力が使用できる。明るくて素直な、誰にでも好かれる性格をしている。
冷気眼（フリーズガン）
目の前のものを凍らせる事ができる。
外堂樹理亜（げどう じゅりあ）
レナの相棒の首なし人間。兄のゲドーが乗ることもあるが、その場合はお互いの意思疎通がうまくいかないのか、自由に動き回れない。

足袋野（たびの）
玲奈のクラスメート。レナに対して好意を持っており、レナもその優しさをしっかりと見届けていた。
まゆ
ゲドーらが追い求めていた幻のフェニックス。幼生状態では人型となっているが、戦闘能力は異常に高く、炎を思いのままに操る。また、フェニックスに変身もでき、そのスピードは時速12,000kmに達する。
完顔飛龍（ワンヤン フェイロン）
竜族の末裔で、密売組織の親玉。竜の力を秘めており、絶大なパワーを誇る。だが、根は優しき少年であり、彼が組織の長を買って出たのは深い理由が隠されていた。子供の頃から「ワンニャン」などと呼ばれ、本人はそれをひどく嫌がっている。

## 未確認生物
作品に登場する架空の未確認生物一覧。
頭脚人間（とうきゃくにんげん）
- 分類 - 脊索動物門／哺乳綱／霊長目／ヒト科
- 学名 - ホモ＝ケファロポデス（足のついた頭のヒト、の意）

名前の通り、頭に手足が生えている未確認生物。頭脚人間の故郷は暖かい南の楽園で、そこで採れる果実（一年中とれて栄養満点、更に消化吸収もとてもよい果実）を主食にしていた為、消化器官が不要になり胴体が小さくなった。クロマニヨン人からの襲来から逃げる為、首なし人間と共生し人間のふり（擬態）をしてきた。そして頭脚人間の脳の中の胴体を管理してきた神経がヒマになり、目の神経の強化に使われるようになって、その結果、「眼力」という能力が備わった。消化器官がほとんど無い為、消化の良いものしか食べられない（粉ミルク・豆腐・ヨーグルト・離乳食等）。
首なし人間（くびなしにんげん）
- 分類 - 脊索動物門／哺乳綱／霊長目／ヒト科
- 学名 - ホモ＝プラノケファルス（平たい頭のヒト、の意）

頭と胴が一体化している未確認生物。首なし人間の故郷は極寒の雪山の過酷な環境で、体温の放散を防ぐ為、頭を窄めるしぐさを長い間続けた結果、頭部と胴が一体化した。頭脚人間と同様、クロマニヨン人からの襲来から逃げる為、頭脚人間と共生し人間のふりをしてきた。顎の自由度が少ない為、発声・発音が苦手。食性は人間と全く同じ。頭髪がなくなった理由は不明。作中では中国に伝わる首なし巨人「刑天」などの正体とされる。
六脚ハエトリグサ（ろっきゃくはえとりぐさ）
- 分類 - 被子植物門／ウツボカズラ目／モウセンゴケ科
- 学名 - ディオネア＝マスキプラ＝ヘキサポーダ（六本足のハエトリグサ、の意）

食虫植物のハエトリグサが進化して移動性を得た未確認生物。作中では描かれなかったが、口を開いて虫を食べる瞬間は恐ろしいらしい。「くぅ〜」と鳴く為、讃良からは「くーちゃん」と呼ばれる。
カラス?アゲハ
- 分類 - 節足動物門／昆虫綱／鱗翅目／アゲハチョウ科
- 学名 - パピリオ＝コルヴスミムス（カラスもどきのアゲハ、の意）

集団で擬態を行うアゲハ。羽に目玉の模様がある。普段はカラスの姿をしているが、訓練次第でどんな形にでも合体させる事ができるらしい。実在のカラスアゲハとは別物。
ゴミミミズ（ダストワーム）
- 分類 - 環形動物門／ミミズ綱／ゴミミミズ科
- 学名 - ルンブルクス＝プルガレウス（そうじするミミズ、の意）

ゴミを食べて体内で浄化する能力を持った地球に優しいミミズ。汚い人間をきれいにする能力まであるらしい。過食症を起こして戻してしまうこともある。
ヒトモドキ（アンドロミムス）
脳モドキ・髪モドキ・顔モドキ・目玉モドキ（左右）・歯モドキ・腕モドキ・肺モドキ・肋骨モドキ・心臓モドキ・肝臓モドキ・胃モドキ・腸モドキ・足モドキの13種14体の共生による生物。群体の生物のように通常は14体が一体となって行動するが、分離して単体で運動することも可能。その場合は極めておぞましい姿となる。
キョウリュウモ
- 分類 - シダ植物門／シダ綱／キョウリュウモ科
- 学名 - メガロヘルバ＝アクアティカ（水生の巨大な草、の意）

単体の水中植物としては世界最大。その重さゆえ水底に沈んでいる事が多く、浮かび上がる事は稀。ある種の意思を持っている。作中世界でのネッシーなどの正体とされている。
メタモスライム
- 分類 - 不定形動物門／スライム綱／メタモスライム科
- 学名 - ブレナンリムス＝メタモルフォシス（変形するブレナンの泥、の意）

姿を自由に変えることができ、他の生物の子供に化けて養ってもらうカッコウのような習性がある。不定形だが、人間のような大型生物に化けても型崩れをおこさない。
原作ではパンを食べさせたら異常発酵により分裂したという。
スイカムシ
- 分類 - 節足動物門／甲殻綱／等脚目／ダンゴムシ科
- 学名 - アルマジリジウム＝キトルルス（スイカのダンゴムシ、の意）

スイカに擬態した巨大な進化したダンゴムシ。他にもカボチャムシ、メロンムシなどの亜種がいるらしい。復讐をする「遺言フェロモン」を体液に含んでいる（外堂曰く、五日以内に特殊な薬品で洗浄すれば助かるらしい）。
八ツ目ウサギ
- 分類 - 脊索動物門／哺乳綱／げっ歯目／丸ウサギ科
- 学名 - グロブスラグス＝オクトクルス（八ツ目の丸いウサギ、の意）

丸ウサギが突然変異で生まれたウサギ。耳は目を隠すカバーにもなる。
オオユウガイ
- 分類 - 軟体動物門／頭足綱／オウムガイ目／オオユウガイ科
- 学名 - ノーチラス＝ノーケンス（有害なオウムガイ、の意）

見かけは普通のオウムガイだが、巨大で目つきが険悪で大いに有害な生物。浮遊し、毒液・毒ガス・毒触手・毒舌で毒電波を出す説もある。陸上での活動も可能。臆病な性格らしく、自分よりも大きな生き物の前には姿を現さない。
おまるハコガメ
- 分類 - 脊索動物門／爬虫綱／カメ目／ヌマガメ科 ／バタグール亜科
- 学名 - クオラ＝ラサヌムテルグム（おまるの背をもつハコガメ、の意）

甲羅がおまるになっているハコガメ。日光浴をしていても、白鳥かアヒルにしか見えないので、天敵に襲われる事は無い。
平面ダコ（へいめんだこ）
- 分類 - 軟体動物門／頭足綱／八腕形目／メンダコ科
- 学名 - オピストテューティス＝デプレッサ＝パーフェクタ（完全なるメンダコ、の意）

薄っぺらのタコ。保護色が優れていて、ゲドーが身体測定の時につなぎ目を隠す為使用した。「ド根性ダコ」の別名を持ち、陸上や淡水でも生存可能。塩素の混じった水では生きられない。
鳥人間（とりにんげん）
- 分類 - 脊索動物門／哺乳綱／霊長目／ヒト科
- 学名 - ホモ＝アビス（鳥のヒト、の意）

腕と翼が一体化しており、天使や迦陵頻伽のモデルになった未確認生物。だが、胸筋が発達していない為、飛べない。
原作では鳥人間のメスが飛ぶために胸筋を鍛えたが、ホルモンの影響か雄々しい体形になり髭が生えるなど外見がオカマになった。
電磁ウナギ
- 分類 - 脊索動物門／硬骨魚綱／デンキウナギ目／デンキウナギ科
- 学名 - エレクトロフォルス＝マグネティカ（磁性をもったデンキウナギ、の意）

泣き別れ村（正式：豊羅井村）の特産のデンキウナギ。皮下に磁性体の層があり、磁気データを記録でき、「生きたビデオテープ」と言われている。長さによって録画時間が異なり、専用の再生機器がないと再生できない。
マイホーム・マイマイ
- 分類 - 軟体動物門／腹足綱／柄眼目／オナジマイマイ科
- 学名 - ユーハビラ＝コハビタチオ（同居するマイマイ、の意）

親・子・孫と三世代で同居しているカタツムリ。石灰質が不足していた為、このような姿になった。
シシカバブー
- 分類 - 脊索動物門／哺乳綱／偶蹄目／イノシシ科
- 学名 - スース・ジューバ（たてがみブタ、の意）

獅子（ライオン）のたてがみと、カバの歯を持つブタ。
風船ツバメ
- 分類 - 脊索動物門／鳥綱／スズメ目／ツバメ科
- 学名 - ヒルンド＝ツルギドゥス（ふくれたツバメ、の意）

体内にヘリウムガスの袋を持つ丸いツバメ。風任せにフワフワと飛ぶ渡り鳥。どこからヘリウムを調達するのかは不明。
ウン●ドリ
- 学名 - メルダアビス＝キチクシス（鬼逐氏が発見したウン●の鳥、の意）

鬼逐が発見した未確認生物。完全変態をするウン●に擬態した鳥。見分け方は先端をつまんで伸ばす。だが、この見分け方は生物ではなかった時の精神的ダメージが大きい。
錬金バクテリア（れんきんばくてりあ）
- 分類 - 原核生物（モネラ）界／錬金バクテリア門
- 学名 - アルケミバキルス＝アウロムクロリダンス（金塩化物を食べる錬金バクテリア、の意）

金を錬金する（金塩化物から金を取り出す）バクテリア。イソップ寓話の「金の卵を産む鶏」は、体内にこの菌がいた鶏がモデルと言われる。なお、金の卵と言っても殻の表面にメッキされたような薄い金なので儲けにはならない。
イヌモドキアリクイ
- 分類 - 脊索動物門／哺乳綱／貧歯目／アリクイ科
- 学名 - ミルメコファガ＝カニスムミス（犬モドキのアリクイ、の意）

アリクイが進化した未確認生物。犬に擬態している。おしり（しっぽ）が犬の顔の形・模様までもがそっくりになっている。
コウモリ人間
- 分類 - 脊索動物門／哺乳綱／霊長目／ヒト科
- 学名 - ホモ＝ペルバーサス（逆さまのヒト、の意）

祖先の倒立猿人（ピテカントロプス＝ペルバーサス）がホモ・サピエンスに住処を追われ、有毒ガスがたちこめる洞窟で逆さまになって生活していた為、体の向きが逆さまになっている。頭が下の状態でも血が上らないように血圧が調整されている為、逆立ちして急に頭を上にすると普通の人間と同じになるが、頭に血が届かず貧血になる。
興奮状態などになれば頭に血が上るため頭を上にしても大丈夫になるばかりか、普段体を支える両腕で常人以上の力を発揮することもできる。
ツチノコ（ハバヒロアシナシトカゲ）
- 分類 - 脊索動物門／爬虫綱／有鱗目／アシナシトカゲ科
- 学名 - オフィサウルス＝クラッスス（太いアシナシトカゲ、の意）

肋骨が折りたためるアシナシトカゲ。人間に見つからないようにいつもは蛇に擬態している。矢番の森に一匹棲んでいて「ツチベエ」と呼ばれている。
トカゲ人間
- 分類 - 脊索動物門／爬虫綱／竜人目／竜人科
- 学名 - サウロ＝サピエンス（知恵あるトカゲ、の意）

ステノニコザウルスが進化した未確認生物。恐竜人間（ディノサウロイド）。爬虫類なので、ヘソ・乳首がなく、髪の毛は羽毛で出来ている。人間に化けるときには鱗を一枚一枚はがさなくてはならない（鼻毛を一本抜くときの痛みが『1ハナゲ』とすると、このときの痛みは0.5ハナゲ）。鱗がなければ人間と大差ない。腕には鋭いカギヅメがある。食事も昆虫しか食べない。
トビクラゲ
- 分類 - 刺胞動物門／鉢虫綱／トビクラゲ目／トビクラゲ科
- 学名 - プテロメデューサ＝ニンバス（雲のような、羽のあるクラゲ、の意）

海の上で竜巻が発生すると、魚などが舞い上がる現象がある。ほとんどはそのまま墜落してしまうが、根性のあるクラゲが風に乗り進化して生きのびた。
ハンタービートル
- 分類 - 節足動物門／昆虫綱／甲虫目／コガネムシ科
- 学名 - スカラバイウス＝ディアボルス（悪魔のスカラベ、の意）

鋭い角を持った甲虫。バッタのような後ろ足で勢いよく跳び、動物に襲いかかり、その肉を食う。これにより讃良が死にかけた。密輸された未確認生物の一つ。
サーファーシャーク
- 分類 - 脊索動物門／軟骨魚綱／板鰓亜綱／メジロザメ目／シュモクザメ科
- 学名 - スフィルナ＝タブラ（板状のシュモクザメ、の意）

一見すると普通のシュモクザメのようだが、体が扁平でサーフボード状になっている。本編には未登場。
カワイソギンチャク
- 分類 - 刺胞動物門／花虫綱／六放サンゴ亜綱／イソギンチャク目／カワイソギンチャク科
- 学名 - フルメナクティニア＝ラクリミス（泣いている川のイソギンチャク、の意）

津波や洪水で川に運ばれ、そのまま適応したイソギンチャク。普通のイソギンチャクと違い、自分で餌を獲るためにかなり凶暴。
平面ダコ同様、擬態に使用された。
冬人夏草（とうじんかそう）
- 分類 - 子嚢菌門／麦角菌目／麦角菌科
- 学名 - コルディケプス＝ホモパラシティクス（人に寄生する冬虫夏草、の意）

ヒトに寄生するキノコ。土葬の習慣がなくなった日本では最近見かけない。
知恵者ネコ（ちえしゃねこ）
- 分類 - 脊索動物門／哺乳綱／食肉目／ネコ科
- 学名 - フェリス＝インビジビリス（見辛いネコ、の意）

シアン・マゼンタ・イエロー・ブラックの4色の毛を持ち、その色を組み合わせて背景と同化している。讃良が擬態を見破る能力を失った原因である。
人形仙人掌（ひとがたさぼてん）
- 分類 - 被子植物門／双子葉植物綱／サボテン目／サボテン科
- 学名 - プパカクトゥス＝サルタトリクス（踊る人形サボテン、の意）

移動能力を持ったサボテン。成長すると普通のサボテンになる。音楽を聴かせた音楽家がサボテンで塗り固められていた記録がある。密輸された未確認生物の一つ。
ヒトフクロムシ
- 分類 - 節足動物門／甲殻亜門／顎脚綱／蔓脚亜綱／根頭目／フクロムシ科
- 学名 - サックリナ＝ペルソナトゥス（仮面を付けたフクロムシ、の意）

ヒトに寄生するフクロムシ。脳神経の一部を支配することで会話ができる。
フクロアザラシ
- 分類 - 脊索動物門／哺乳綱／有袋目／フクロアザラシ科
- 学名 - サクスフォカ＝ガルバ（腹の膨れたフクロアザラシ、の意）

アザラシのような姿に収斂進化した有袋動物。外敵に遭いやすい海で生き延びた珍しい種。
月星熊（つきほしぐま）
- 分類 - 脊索動物門／哺乳綱／食肉目／クマ科
- 学名 - ウルスス＝ルナステラス（月星熊、の意）

二足歩行をすることで脳が少し発達したクマ。それ以外は普通のクマと変わりない。
骨借りヒル
- 分類 - 環形動物門／ヒル綱／顎蛭目／骨借りヒル科
- 学名 - ヒルドペリス.SP（ヒルの毛皮、の意）属の一種

獣の骨を体内に取り込み自分の骨格とする吸血ヒル。山犬の骨でチュパカブラになっていた（人の骨を取り込んだ姿がいわゆるゾンビとされる）。密輸された未確認生物の一つ。
手裏剣ヒトデ
- 分類 - 棘皮動物門／星形動物亜門／ヒトデ綱／剣ヒトデ目／剣ヒトデ科
- 学名 - アステリアス＝ニンジャテラス（手裏剣型のヒトデ、の意）

全身が刃のように鋭くなったヒトデ。この刃で貝殻を切って中身を食べる。
電話バト
- 分類 - 脊索動物門／鳥綱／ハト目／ハト科
- 学名 - コルンバ＝テレフォナ（電話のハト、の意）

電波をキャッチできるハト。専用の機器を取り付ければ電話やラジオにもなる。
ペガサス
- 分類 - 脊索動物門／哺乳綱／多脚奇蹄目／天馬科
- 学名 - ペガスス＝ペガスス

スレイプニルなどの多脚馬と同様の進化を遂げ、翼を持つに至った馬。飛べるかどうかは不明。
ビッグフット
- 分類 - 脊索動物門／哺乳綱／霊長目／ヒト科
- 学名 - メガロペディス＝サスカチェワノス（サスカチェワンの大きな足、の意）

首なし人間と同様の寒冷地適応進化を遂げた獣人。雪男はこの一種。
ケルベロス
- 分類 - 脊索動物門／哺乳綱／食肉目／イヌ科
- 学名 - カニス＝トリケファルス（三つの頭のイヌ、の意）

隕石の落下による放射能で突然変異を起こした山犬。三つの脳は完全に連携している。実は矢番の愛犬で、名前は「ケルベエ」。
ネオ・リク・クリオネ
- 分類 - 軟体動物門／腹足綱／翼足目／ハダカカメガイ科
- 学名 - クリオネ＝ポコペソ（2、3ペソのクリオネ、の意）

新しく陸生に進化したクリオネ。「ポコペソくん」と呼ばれているが、その語感に似合わず凶暴である。
ミノタウロス
- 分類 - 脊索動物門／哺乳綱／霊長目／ヒト科
- 学名 - ホモ＝ケラトプス（頭に角のある人、の意）

牛のような頭を持ち、性質は野牛そのもの。しかし、最弱候補であるはずの上院に破れる。
ヤドリカズラ
- 分類 - 被子植物門／双子葉植物綱／ビャクダン目／ヤドリギ科
- 学名 - ヴィスクム＝プランタチオ（植え付けるヤドリギ、の意）

動物を捕獲し、種子を植え付ける寄生植物。この漫画の隠しボス的存在。
リクウミウシ
- 分類 - 軟体動物門／腹足綱／後肺亜綱／裸肺目／リクウミウシ科
- 学名 - テラドーリス＝ジャポニカ（日本で見つかった陸のウミウシ、の意）

陸生のウミウシで、露出した鰓が肺に変わっている。読み切り版に登場。
フェニックス
不死の身体と脅威の治癒・再生力を持つ幻の未確認生物。羽根は頭脚人間の「死斑病」を唯一治す事のできる薬の原材料でもある。不死といえども肉体は有限で、肉体が衰えると核が卵状となり「休眠期間」として永い眠りに就く。数百年前に再生に失敗し未飛状態のまま困っていた所を当時の捜索者に助けられ、お礼として羽根をあげたという伝説が外堂の村で語られている。
「フェニックス・コア」と呼ばれる物体を体内に有しており、これをもつ細胞は無限の再生能力を得るが、これはほかの生物の細胞が制御できるような代物ではない。
ドラゴン
驚異的な攻撃力をもつ竜。体の一部がちぎれるとその破片が分身として命をもつ（世界中に竜の伝承があるのはこのため）。その正体は水であり、そのおかげで浮遊ができる。手に持っている玉が核であり、そこさえ残っていればフェニックスに劣るものの再生が可能である。
これらの他にも色々な未確認生物が出てくる。